# Osphya aeneipennis
Osphya aeneipennis là một loài bọ cánh cứng trong họ Melandryidae. Loài này được Kriechbaumer miêu tả khoa học năm 1848.